# الريشات (فلم)
الريشات (بالإنجليزية: Quills) هو فيلم أمريكي-بريطاني-ألماني صدر عام 2000، من إخراج فيليب كوفمان ومقتبس من إحدى مسرحيات دوغ رايت. الفيلم مستلهم من حياة وأعمال الروائي الفرنسي ماركيز دي ساد. نجوم الفيلم هم: جيوفري راش بدور دي ساد، خواكين فينيكس بدور آبي دي كولميي، مايكل كين بدور روير-كولارد، و كيت وينسليت.

## طاقم التمثيل
- جيوفري راش بدور ماركيز دي ساد
- كيت وينسليت بدور مادلين «مادي» لوكلير
- خواكين فينيكس بدور آبي دي كولميي
- مايكل كين بدور الدكتور. روير-كولارد
- بيلي ويتيلاو بدور مادام لوكلير
- ستيفن ماركوس بدور بوشون
- أميليا وارنر بدور سيمون
- ستيفن موير بدور بريو
- جين مينيلوس بدور رينيه بيلاجي
- رون كوك بدور نابليون الأول
- باتريك مالاهايد بدور ديلبيني
- إليزابيث برينجتون بدور شارلوت
- توني بريتشارد[الإنجليزية] بدور فالكور
- إدوارد تيودور بول بدور فرانفال، مصاب بالوساس القهري.

## روابط خارجية
- مقالات تستعمل روابط فنية بلا صلة مع ويكي بيانات
- الريشات على مشروع الدليل المفتوح